# Diphenylarsinchlorid
Diphenylarsanchlorid, auch CLARK 1 (Chlor-Arsen-Kampfstoff) genannt, wurde 1878 von Michaelis und La Coste dargestellt und wurde ab 1915 im Ersten Weltkrieg als Nasen- und Rachenkampfstoff eingesetzt. Diphenylarsanchlorid reizt sehr stark die oberen Atemwege und führt zu einem starken Brechreiz.
Die durch Verschwelung oder Vernebelung entstehenden Aerosole konnten von den damals gebräuchlichen Atemschutzfiltern der Gasmasken nicht zurückgehalten werden. Der betroffene Soldat war gezwungen, die Maske abzunehmen und war dann ungeschützt den gleichzeitig eingesetzten Kampfstoffen wie z. B. Phosgen ausgesetzt. Der Stoff wurde daher auch „Maskenbrecher“ genannt. Die Monatsproduktion am Maskenbrecherstoff CLARK I betrug 1918 im Deutschen Reich 600 t.